# Adolph Hannover
Adolph Hannover (født 24. november 1814 i København, død 7. juli 1894 i Taarbæk) var en dansk læge, bror til Jacob Hannover og far til Harald Immanuel og Emil Hannover.
Dimitteret i 1832 fra Borgerdydskolen i København (med udmærkelse) kastede han sig over det historiske studium og førtes derfra ind på medicinen. I 1837 vandt han universitetets guldmedalje for en anatomisk afhandling, det følgende år tog han medicinsk eksamen, og i 1839 modtog han licentiatgraden, ligeledes for en anatomisk afhandling. 
I 1840 prisbelønnede Videnskabernes Selskab hans besvarelse af en anatomisk-fysiologisk prisopgave. Allerede denne afhandling viser en fordybet indsigt i betydningen af mikroskopets brug for anatomiske undersøgelser; og navnlig for yderligere at uddanne sig i mikroskopi, som han først af alle herhjemme havde kastet sig over med energi.
I årene 1839-41 gennemførte han en studierejse til Paris og Berlin, og i sidstnævnte arbejdede han i længere periode under vejledning af den berømte professor Johannes Müller, hvis banebrydende komparativ-anatomiske og i det hele biologiske forskning netop særlig støttede sig til den af ham indførte metodiske brug af mikroskopet. I det af Müller udgivne Archiv publicerede Hannover samtidig flere værdifulde afhandlinger.
Hannover fungerede fra 1841 til 44 som kandidat ved Frederiks Hospital og konkurrerede med C.E. Fenger i 1843 om at modtage det nyoprettede lektorat i patologisk anatomi og almindelig patologi. . Her sejrede C.E. Fenger, men Hannover indstilledes på grund af sin viste videnskabelige dygtighed til at erholde et doktordiplom. I de følgende år optrådte han som privatdocent i anatomi og konkurrerede i 1846 atter uden held, denne gang til et lektorat i deskriptiv og mikroskopisk anatomi, hvilket Ibsen i stedet modtog. 
I 1845-48 var han reservemedikus ved Frederiks Hospital, og i denne tid publicerede han sine første banebrydende litterære arbejder, først og fremmest sit skrift om mikroskopets bygning og dets brug (1847), hvilket blev oversat i de fleste større kultursprog; det efterfulgtes snart af et andet, ikke mindre betydningsfuldt arbejde, om øjet (1850), hvilket også udkom på tysk, samt af flere andre, der alle yderligere befæstede hans ry og autoritet som meget fremragende biologisk forsker.
Adolph Hannovers senere liv formede sig som den tilbagetrukne lærde forskers og forfatters, efter at hans forventninger om akademisk embedsvirksomhed var glippet. Han vedblev dog også i den følgende tid med at beskæftige sig med praktisk virksomhed af forskellig art.  Han praktiserede som læge lige til 1878, under den 1. slesvigske krig fungerede han som læge ved Centralkomiteen og som overlæge ved et lasaret i København. Derefter var han i en lang årrække visitator ved de 2 store københavnske hospitaler, og i 1853 gjorde han tjeneste som koleralæge. Fra 1864 fungerede han en årrække som viceformand i Centralkomiteens sektion for invalider og deres efterladte, og efter etatsråd Schytz’ død 1884 beklædte han posten som lægekyndig konsulent for bestyrelsen for de militære underklassers pensionering og for invalideforsørgelsen indtil 1890. 
Med sin utrættelige videnskabelige forskning og undersøgelser skrev han betydningsfulde litterære arbejder, og publicerede et meget stort antal afhandlinger.
Det skete ikke alene på basis af hans oprindelige histologisk-anatomiske hovedområde, men tillige på mange andre lægevidenskabelige ligesom også almindelig sociologiske felter og til dels med benyttelse af materiale netop fra hans praktiske virksomhed. Mest kendt er hans håndbog Mikroskopet, udgivet i 1847, som blev oversat til mange sprog, ligesom hans afhandling om hudsvulster, Om Epithelioma udgivet i1852, blev meget kendt som betydende ny forskning. 
I sin autobiografi udgivet i 1882 indordner han selv sin omfattende videnskabelige forfattervirksomhed, bestående dels af selvstændige monografier, dels af tidsskriftsafhandlinger – næsten alt publiceret også på fremmede sprog og til dels i udenlandske tidsskrifter –, under følgende 10 rubrikker: 
1. Mikroskopisk teknik.
2. Anatomi og fysiologi.
3. Øjet.
4. Patologisk anatomi og teratologi.
5. Epi- og endofytter, helminter (et vigtigt herhen hørende arbejde om bændelorm hos mennesket er udført i forbindelse med Harald Krabbe).
6. Medicin og medicinsk statistik.
7. Invalider og resektionsresultater. De grundige undersøgelser over sidstnævnte emne, der også udgaves på tysk, voldte heftige angreb på ham fra fremragende tyske militærkirurgers side, men han hævdede vedblivende med vægt sit standpunkts fulde berettigelse.
8. Fattigvæsen og hygiejne.
9. Årsberetninger, kritiske anmeldelser.
10. Afhandlinger af forskelligt indhold.

En så fremragende og omfattende videnskabelig forskning og forfattervirksomhed måtte naturlig skaffe ham talrige udmærkelser ikke blot fra indlandet, men også og det fornemmelig fra de store kulturlandes talrige videnskabelige institutioner. Allerede i 1852 modtog han diplom som æresdoktor fra Universitetet i Groningen.  
I 1853 blev han medlem af det danske Videnskabernes Selskab, i 1856 fik han titel af professor og samme år modtog han  af Institut de France den Monthyonske Pris for sine undersøgelser af øjet, en pris han igen i 1878 modtog.  
Talrige og højest ansete videnskabelige selskaber i udlandet optog ham efterhånden som medlem.  
I 1885 blev han Membre Correspondant de l’institut de France. I 1890 udnævntes han til etatsråd. Han blev Ridder af Dannebrog i 1872 og Dannebrogsmand i 1888. 
I sine sidste leveår mistede Adolph næsten al hørelse, og måtte ophøre med at praktisere. 
Et auditorium på Københavns universitet, er opkaldt Hannover Auditoriet efter Adolph Hannover  
Hannover er begravet på Mosaisk Vestre Begravelsesplads.